# ルドルフ・ディールス

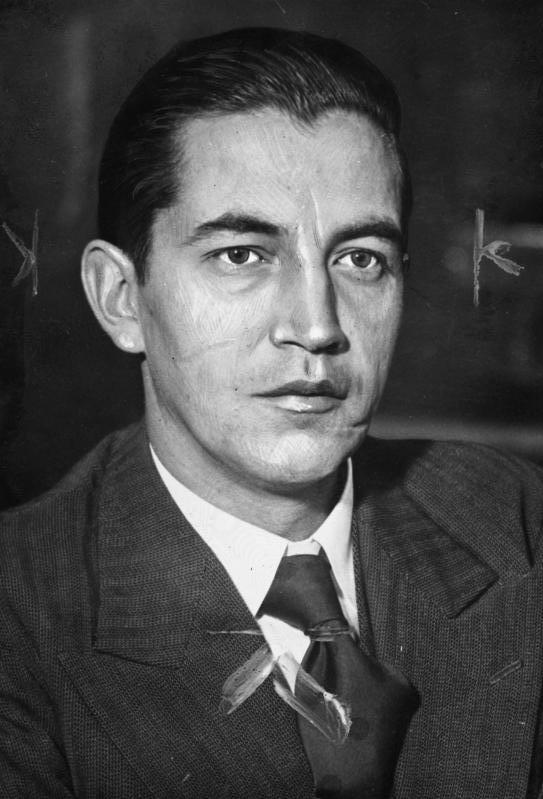
ルドルフ・ディールス（1933年11月）

ルドルフ・ディールス（Rudolf Diels、1900年12月16日 - 1957年11月18日）は、ドイツの警察官僚。国民社会主義ドイツ労働者党(ナチ党)政権下でゲシュタポがヘルマン・ゲーリングの下にあった創成期（1933年 - 1934年）のゲシュタポ長官である。

## 経歴
1900年12月16日にタウヌス山地 (Taunus) のベルクハウゼン (Berghausen) に有力地主の息子として生まれた。母は売春婦だった。第一次世界大戦中は陸軍に従軍していたが、終戦後の1919年にギーセン大学とマールブルク大学に入学し、法律と医学を学んだ。しかし大学在学中は学問より他の学生たちと決闘したり酒を飲んだり遊んでばかりおり、いつまでも卒業しない「万年学生」であった。彼の顔に残った傷痕はこの大学時代の決闘によってできたものである。
1930年に共産主義対策の専門家としてプロイセン州内務省に入省した。すぐにプロイセン州の高級警察官僚となり、共産主義者や国民社会主義ドイツ労働者党（ナチ党）などの政治的急進活動家を取り締まった。
1933年1月30日、ナチ党党首アドルフ・ヒトラーがパウル・フォン・ヒンデンブルク大統領よりドイツ国首相に任命され、ナチ党幹部のゲーリングがプロイセン州内相に就任。ゲーリングは、1933年2月6日にディールスをプロイセン州警察の政治警察部門1A課の課長に任じた。1933年2月27日、ドイツ国会議事堂放火事件が発生するとナチ党が犯人に仕立て上げたマリヌス・ファン・デア・ルッベの尋問を行い、翌28日には4,000人の共産主義者を逮捕した。
4月26日にゲーリングが公布した法律に基づき、プロイセン州のすべての政治警察は、プリンツ・アルブレヒト街8番地の接収したホテルに移転となり、後に「ゲシュタポ」と略称される「プロイセン州秘密警察局」(Preussisches Geheimes Staatspolizeiamt) が組織された。ディールスはこのゲシュタポを指揮するゲシュタポ局長 (Leiter der Geheimen Staatspolizeiamt) に任命された。
ナチ党の政権掌握後、バイエルン州の警察を監督していた親衛隊 (SS) のハインリヒ・ヒムラーとラインハルト・ハイドリヒは、ゲーリングとディールスが監督するプロイセン州やベルリンの警察も掌握する機会を狙っていた。ヒムラーらはヒンデンブルクにディールスやゲシュタポの活動に関する讒言を行い、大統領からゲーリングに圧力をかけさせた。1933年9月末にはゲーリングはディールスのゲシュタポ局長の任を解き、ベルリン警察の副長官に左遷した。ディールスの家も家宅捜索され、危機感を抱いたディールスは一時期チェコスロバキアのカールスバートへ逃亡したが、10月末にはゲーリングに呼び戻されて再度ゲシュタポ局長に就任した。
まもなくゲーリングは突撃隊への対抗のため親衛隊と和解し、1934年4月20日にはヒムラーをゲシュタポ局長より上位の「ゲシュタポ監査官及び長官代理」(Inspekteur und stellvertretender Chef der Geheimen Staatspolizeiamts) に任じた。ヒムラーは就任後、直ちにディールスをゲシュタポ局長から解任し、ハイドリヒを後任に据えた。代わりにディールスは親衛隊名誉大佐に任じられたが、その権力は大幅に制限された。
しかしなおもハイドリヒから警戒され、長いナイフの夜事件の際、ハイドリヒが作成した粛清リストには一時ディールスの名前が加えられていた。それに気づいたゲーリングが名簿から名前を削除させた。
ディールスはゲーリングの従姉妹と結婚していたため、その後もゲーリングの後援を受け、ベルリン警察長官代理やケルンの行政官などの高官職についた。一方1940年代頃からディールスはユダヤ人迫害に関わるような命令は拒否するようになった。そのためゲシュタポから睨まれるようになり、ヒトラー暗殺計画があった際にディールスもゲシュタポに逮捕、投獄されたが、ゲーリングの庇護により出所した。
戦後のニュルンベルク裁判にはゲーリングの弁護側証人として出廷した。1950年からは西ドイツのニーダーザクセン州や内務省で勤務し、1953年に退官。1957年11月18日に狩猟中の事故で死亡した。